# القدمة (ذي السفال)

تعديل مصدري - تعديل

القدمة محلة تابعة لقرية الجامع، التابعة لعزلة الصفة بمديرية ذي السفال إحدى مديريات محافظة إب في الجمهورية اليمنية، بلغ تعداد سكانها 158 حسب تعداد اليمن لعام 2004.